# Prúdnikove
Prúdnikove (en (ucraïnès): Прудникове, en rus: Прудниково, Prúdnikovo) és un poble de la República Autònoma de Crimea a Ucraïna, que el 2014 tenia 6 habitants. Pertany al districte rural de Lénine. Fins al 1948 el municipi es deia Utxevlí-Keneguez.